# Divostin
Divostin (cyr. Дивостин) – wieś w Serbii, w okręgu szumadijskim, w mieście Kragujevac. W 2011 roku liczyła 422 mieszkańców.